# Rue de la Muette (Lyon)
Pour les articles homonymes, voir Rue de la Muette.
La rue de la Muette est une voie du quartier des Chartreux dans le 1er arrondissement de Lyon, en France.

## Situation et accès
La rue débute au niveau du no 10 quai Saint-Vincent ; elle se continue en escaliers pour se terminer cours Général-Giraud, près de l'une des entrées du jardin des Chartreux.

## Origine du nom
Les historiens spécialistes des odonymes lyonnais sont peu diserts sur cette origine. Louis Maynard et Adolphe Vachet supposent que le nom de la rue se rapporte à une histoire légendaire d'une femme muette, voire « affligée de sur-mutité » pour le premier, mais sans donner plus de renseignement,. Maurice Vanario confesse que son origine est inconnue.

## Histoire
En 1966 est découvert un atelier de poterie antique connu désormais comme l'atelier de poterie antique de Lyon-la Muette.
Cette voie est très ancienne et correspond à un chemin visible sur les plans du XVIIIe siècle. Elle est attestée dès cette époque avec le nom actuelle.